# Североамериканская зона свободной торговли

Логотип НАФТА

Страны, входящие в НАФТА

Североамерика́нское соглаше́ние о свобо́дной торго́вле (НАФТА, англ. North American Free Trade Agreement, NAFTA; фр. Accord de libre-échange nord-américain, ALENA; исп. Tratado de Libre Commercio de América del Norte, TLCAN) — соглашение о свободной торговле между Канадой, США и Мексикой. Соглашение НАФТА было подписано 17 декабря 1992 года и вступило в силу 1 января 1994 года. Оно заменило Канадско-американское соглашение о свободной торговле.
В январе 2017 года Дональд Трамп, сразу же после вступления в должность президента США, выразил стремление заменить НАФТА новым, более совершенным, по его мнению, соглашением и начал переговоры с Канадой и Мексикой. В сентябре 2018 года США, Мексика и Канада достигли соглашения заменить НАФТА соглашением USMCA (United States—Mexico—Canada Agreement); все три страны ратифицировали его к марту 2020 года. НАФТА оставалось в силе до имплементации USMCA. Последнее вступило в силу 1 июля 2020 года.

## Предпосылки создания
Первым шагом стал «план Эббота», принятый в 1947 году, целью которого являлось стимулирование инвестиций США в ведущие отрасли канадской экономики. В 1959 году США и Канада заключили соглашение о совместном военном производстве, которое способствовало внедрению американских стандартов в канадское производство военной техники.
Следующим шагом стало заключение в 1965 году соглашения о либерализации торговли продукцией автомобилестроения, которое способствовало интеграции многих других отраслей. Идея торгово-политического объединения США, Канады и Мексики стала претворяться в жизнь в 1970-е годы. Сначала речь шла об оформлении энергетического союза. Подобная идея была поддержана в 1980-е президентами Р. Рейганом и Дж. Бушем.
В сентябре 1988 года после нелёгких трёхлетних переговоров было подписано Канадско-американское соглашение о свободной торговле (CUSFTA), согласно которому в течение десяти лет США и Канада должны были сформировать зону свободной торговли.
В свете происходивших в 1980-е годы интеграционных процессов в Европе и Азии значение вопроса о создании НАФТА возросло, так как стало понятно, что ответом на объединение Европы должно стать объединение Америки и, как её части, — Северной Америки. Однако с самого начала Мексика, Канада и США рассматривали роль и потенциал НАФТА с различных позиций.

## Возникновение и развитие НАФТА
Соглашение о создании Североамериканской ассоциации свободной торговли (НАФТА) вступило в силу 1 января 1994 года, сохранив и подтвердив Канадско-американское соглашение о свободной торговле (CUSFTA) 1988 года.
Если в ЕС интеграционные процессы шли сверху вниз (от правительств и государственных органов), то в Северной Америке — снизу вверх, то есть от стремления к сотрудничеству на микроуровне (между американскими и канадскими корпорациями) к сотрудничеству на макроуровне.
В отличие от соглашений, лежащих в основе европейских интеграционных процессов, соглашение НАФТА не охватывает вопросы, относящиеся к социальной сфере, такие как занятость, образование, культура и т. д.
Процесс перехода к свободной торговле в рамках НАФТА продолжается до сих пор и оказался очень сложным. Ликвидация пошлин в торговле заняла около 14 лет. Только с 1 января 2008 года были окончательно отменены пошлины в торговле между Мексикой и США и между Мексикой и Канадой. Тем не менее, на начало 2010-х годов часть пошлин в аграрной сфере (на муку, сахар, молочную продукцию, яйца) сохраняется. 1 июня 2018 года США ввели пошлины на сталь и алюминий, но в 2019 году эти пошлины были отменены.

## Цели
Основной целью НАФТА является устранение барьеров в сфере торговли и инвестиций между США, Канадой и Мексикой.
В то время как Европейский союз базируется на концепции федеральной политики с распределением власти между его органами — Советом, Комиссией, Парламентом и Судом Правосудия, с одной стороны и членами-государствами с другой, НАФТА строит интеграцию на основе конфедеративных связей между независимыми суверенными государствами. Взаимодействие в сфере торгового оборота в каждом из этих государств поддерживается автономными директивными органами в рамках, установленных НАФТА.
Цели НАФТА:
— устранение таможенных и паспортных барьеров и стимулирование движения товаров и услуг между странами-участницами соглашения;
— создание и поддержание условия для справедливой конкуренции в зоне свободной торговли;
— привлечение инвестиций в страны-члены соглашения;
— обеспечение должной и эффективной защиты и охраны прав интеллектуальной собственности;
— создание действенных механизмов внедрения и использования Соглашения, совместного решения споров и управления;
— создание базы для будущей трёхсторонней, региональной и международной кооперации в целях расширения и улучшения Соглашения;
— создание единого континентального рынка.

## НАФТА и проблемы интеллектуальной собственности
США являются практически единственной индустриальной страной мира, не признающей неимущественные права на авторские произведения и отказывающей им в судебной защите. Правовым системам Мексики и Канады такой подход не свойственен. В силу этого нормативными документами НАФТА после ряда дискуссий было прямо определено, что присоединение США к НАФТА не окажет влияния на законодательство США об интеллектуальной собственности по данному вопросу. НАФТА прямо указывает, что не налагает никаких обязательств на США, касающихся того, чтобы законодательство США соответствовало требованиям ст. 6 Бернской конвенции о запрете на самовольное искажение, переписывание, иное изменение какого-либо авторского произведения.

## Последствия создания НАФТА
НАФТА является одной из главных мишеней критики альтерглобалистского движения. Начало восстания сапатистов в мексиканском штате Чьяпас было приурочено к вступлению договора о Североатлантической зоне свободной торговли в силу.
Несмотря на существенное увеличение взаимного товарооборота после образования НАФТА, доля стран НАФТА во внешней торговле друг друга не сильно изменилась. Объем взаимного экспорта между странами НАФТА в 1994—2013 годах вырос с 297 млрд долларов до 1189 млрд долларов. Доля взаимного экспорта за этот же период возросла с 41,4 % до 49,2 %.
В апреле 1999 года Комиссия договора о зоне свободной торговли в Северной Америке опубликовала данные о том, что США за 5 лет существования НАФТА за счет роста экспорта в страны-партнеры получили 14,8 млн новых рабочих мест, в то время как Мексика — 2,2 млн, а Канада — 1,3 млн.
По итогам 20 лет существования НАФТА можно констатировать значительный рост числа рабочих мест во всех странах (прежде всего в Канаде и Мексике). За 1993—2013 года число рабочих мест в Мексике возросло с 31,3 млн человек до 51,5 млн человек, в Канаде с 12,8 млн человек до 19,1 млн человек, тогда как в США только со 120,0 млн человек до 155,4 млн человек.
Различные экологические и профсоюзные группы в США, как и многие члены американского Конгресса, продолжают опасаться перемещения деловой активности в Мексику с её низкими трудовыми и экологическими стандартами; кроме того, поток иммигрантов из Мексики уже достигает 300 тыс. человек в год. Торговые вопросы и давление глобальной экономической взаимозависимости вызывают крупные политические дебаты: будут ли созданы новые рабочие места в США или, наоборот, они сильно сократятся, уменьшится ли заработная плата американских рабочих, вырастет ли дефицит федерального бюджета; хотя при этом процесс реализации соглашения проходит достаточно спокойно в атмосфере относительного экономического подъёма. Свободная торговля считается причиной растущего неравенства экономик Канады и Мексики с экономикой США, так же как и сокращения программ социальной поддержки в этих странах, продолжающегося переложения налогового бремени с корпораций на граждан, высокого уровня безработицы, дальнейшего обнищания беднейших провинций и штатов. Однако уровень безработицы в США в 1999 году составил 4 % по сравнению с 7,5 % в 1992 году, за пять лет с 1994 года создано 15 млн новых рабочих мест.
Расширение товарооборота между США, Канадой и Мексикой, и в частности рост импорта США из стран НАФТА, способствует росту дефицита торгового баланса США, который в 2005 году уже превысил 720 млрд долл. Канада и Мексика занимают четвёртое и пятое места среди стран, с которыми США имеют самый большой торговый дефицит (после Японии, Китая и Германии).
По итогам 20 лет функционирования НАФТА исследователи отмечают, что зона свободной торговли не привела к существенному сокращению разрыва в заработной плате в Мексике с одной стороны и в США и Канаде — с другой.
Избранный в конце 2016 года 45-м президентом США Дональд Трамп заявил о необходимости пересмотра условий, на которых США входят в соглашение, допуская при этом возможность выхода из него, назвав НАФТА «худшим соглашением» из когда-либо существовавших в мире. Новое соглашение USMCA (по первым буквам в названиях стран) было подписано 30 ноября 2018 года. Трамп заявил, что после подписания нового соглашения Мексика и Канада станут чудесными торговыми партнерами Соединенных Штатов.

## Структура
- Центральный институт  по свободной торговле. В неё входят представители на уровне министров торговли от трех стран-участниц. Комиссия наблюдает за осуществлением и дальнейшей разработкой Соглашения и помогает разрешать возникающие споры.
- Координирующий Секретариат НАФТА призван служить официальным архивом работы НАФТА и исполнять роль рабочего секретариата при Комиссии.